# ベッラーリア＝イジェーア・マリーナ
ベッラーリア＝イジェーア・マリーナ（伊: Bellaria-Igea Marina）は、イタリア共和国エミリア＝ロマーニャ州リミニ県にある、人口約19,000人の基礎自治体（コムーネ）。

## 地理

### 位置・広がり
リミニ県北部のコムーネ。リミニから北西へ11kmの距離にある。

#### 隣接コムーネ
隣接するコムーネは以下の通り。括弧内のFCはフォルリ＝チェゼーナ県所属を示す。
- リーミニ
- サン・マウロ・パスコリ (FC)

### 気候分類・地震分類
ベッラーリア＝イジェーア・マリーナにおけるイタリアの気候分類 (it) および度日は、zona E, 2318 GGである。
また、イタリアの地震リスク階級 (it) では、zona 2 (sismicità media) に分類される。

## 行政

### 分離集落
ベッラーリア＝イジェーア・マリーナには、以下の分離集落（フラツィオーネ）がある。
- Bellaria Monte, Belverde, Bordonchio, Cagnona, Donegallia, Ghetto dei Pirati, Igea Marina, Palazzina, Villaggio Ricci